# Deutscher Präventionstag

Logo des Deutschen Präventionstages

Der Deutsche Präventionstag ist ein internationaler und der größte europäische Kongress zur Kriminalprävention sowie angrenzender Präventionsbereiche, der jährlich zweitägig in Deutschland stattfindet.

## Der Kongress
Der Kongress wendet sich an Verantwortungsträger der Prävention in Kommunen, bei der Polizei, im Gesundheitswesen, in der Jugendhilfe, in der Justiz, in den Religionsgemeinschaften, im Bildungsbereich, in Vereinen und Verbänden sowie an Politiker und Wissenschaftler. Thematisiert werden neben der Kriminalprävention auch die Suchtprävention, Verkehrsprävention und verschiedene Präventionsbereiche im Gesundheitswesen.
Der Deutsche Präventionstag soll ein Diskussionsforum für aktuelle und grundsätzliche Fragen der Prävention bilden und dabei Partner in der Prävention zusammenführen. Dabei werden Empfehlungen an Praxis, Politik, Verwaltung und Wissenschaft erarbeitet. Zur Vorbereitung eines Präventionstages wird ein Programmbeirat gebildet, in dem der Veranstalter sowie die gastgebenden und die ständigen Veranstaltungspartner repräsentiert sind. Der Programmbeirat ist zuständig für inhaltliche Gestaltungsfragen des jeweilig anstehenden Kongresses.

## Geschichte
Seit 1995 wird der Präventionstag jährlich in verschiedenen deutschen Städten veranstaltet. Jeder Kongress widmet sich einem anderen Schwerpunktthema.
Bislang haben folgende Kongresse stattgefunden: Lübeck 1995, Münster 1996, Bonn 1997, Bonn 1998, Hoyerswerda 1999, Düsseldorf 2000, Düsseldorf 2001, Hannover 2003, Stuttgart 2004, Hannover 2005, Nürnberg 2006, Wiesbaden 2007, Leipzig 2008, Hannover 2009, Berlin 2010, Oldenburg 2011, München 2012, Bielefeld 2013, Karlsruhe 2014, Frankfurt am Main 2015, Magdeburg 2016, Hannover 2017, Dresden 2018, Berlin 2019.
2020 und 2021 fand der Kongress pandemiebedingt im Online-Format statt.
2022 wurde einmalig ein neues Kongressformat entwickelt: Von März bis November 2022 fanden wöchentliche Online-Vorträge mit Diskussionsrunden statt. Ergänzt wurde das digitale Angebot durch zwei Kongresstage, die im Oktober in Präsenz in Hannover abgehalten wurden.
Im Jahr 2023 wurde der Kongress erstmals wieder als reine Präsenzveranstaltung in Mannheim geplant.

## Organisation
Veranstalter des Deutschen Präventionstages ist die „DPT – Deutscher Präventionstag“, gemeinnützige Gesellschaft mbH – eine 100%ige Tochter der Deutschen Stiftung für Verbrechensverhütung und Straffälligenhilfe (DVS). Geschäftsführer des Deutschen Präventionstages sowie der DVS ist Erich Marks. Vorstandsvorsitzender der DVS ist Hans-Jürgen Kerner.

### Partner
Ständige Veranstaltungspartner des Deutschen Präventionstages sind der DBH – Fachverband für Soziale Arbeit, Strafrecht und Kriminalpolitik, der Weisse Ring, das Programm Polizeiliche Kriminalprävention der Länder und des Bundes (ProPK) sowie die Stiftung Deutsches Forum für Kriminalprävention (DFK).
Auf internationaler Ebene ist der Deutsche Präventionstag Mitglied des International Centre for the Prevention of Crime (ICPC) mit Sitz in Montreal, des Europäischen Forums für Urbane Sicherheit (EFUS) mit Sitz in Paris, des Korean Institute of Criminology (KIC) mit Sitz in Seoul sowie der Violence Prevention Alliance der WHO (Genf).

### Wissenschaftliches Gutachten
Seit dem 12. Deutschen Präventionstag im Jahr 2007 wird regelmäßig zu jedem Kongress ein wissenschaftliches Gutachten zu dem vom Programmbeirat im Vorfeld festgelegten jeweiligen Schwerpunktthema erstellt.
Das erste Gutachten wurde 2003 zum 8. Deutschen Präventionstag in Hannover von Britta Bannenberg erstellt, zwischen 2007 und 2014 (12. – 19. DPT) von Frau Wiebke Steffen und nachfolgend zum 20. Deutschen Präventionstag von Stephan L. Thomsen. Das Gutachten für den 21. Deutschen Präventionstag wurde von Regina Ammicht Quinn geschrieben.

### DPT-Institut
2012 hat der Deutsche Präventionstag das DPT-Institut (dpt-i) für angewandte Präventionsforschung gegründet. Es soll den Dialog zwischen Präventionsforschung, -praxis und -politik fördern. Der Schwerpunkt des Instituts liegt auf Gewaltprävention. Neben der Beratung des DPT und dessen Partnern, führt das Institut eigene Forschungsvorhaben durch, die unter anderem vom Bundesministerium für Bildung und Forschung (BMBF) gefördert werden.

## Publikationen
Im Kontext des Deutschen Präventionstages erscheinen jährliche ausgewählte Beiträge des Deutschen Präventionstages sowie die englischsprachige Reihe International Perspectives of Crime Prevention.